# Rudolf Günthardt
Rudolf Günthardt (* 15. Oktober 1936 in Adliswil, Kanton Zürich, Schweiz) ist ein ehemaliger Schweizer Pferdesportler.

## Leben
Günthardt nahm 1960 bei den Olympischen Spielen in der Einzelwertung und im Team-Wettbewerb des Vielseitigkeitsreitens teil. Zusammen mit Anton Bühler und Hans Schwarzenbach gewann er mit Atbara beim Preis der Nationen die Silbermedaille. Die Schweiz erzielte damit den ersten Medaillenerfolg seit Beginn der Teilnahme an dieser Disziplin im Jahr 1924.

## Wichtige Erfolge
- Olympische Sommerspiele:
  - 1960, Rom: mit Atbara 2. Platz mit der Mannschaft im Vielseitigkeitsreiten